# Al Coppage
Alton Minor Coppage (* 8. Februar 1916 in Hollis, Oklahoma; † 9. Januar 1992, ebenda), Spitzname: „Cop“ war ein US-amerikanischer American-Football-Spieler. Er spielte als End in der National Football League (NFL) bei den Chicago Cardinals und in der All-America Football Conference (AAFC) bei den Cleveland Browns und den Buffalo Bills.

## Laufbahn
Al Coppage spielte während seines Studiums an der University of Oklahoma American Football, war aber auch als Sprinter in der Leichtathletik aktiv. Im Jahr 1940 wurde er von den von Jimmy Conzelman trainierten Chicago Cardinals in der elften Runde an 111. Stelle gedraftet. Coppage spielte für die Cardinals auf der Position eines Ends. Ein Titelgewinn gelang ihm mit den Cardinals nicht. Nach der Saison 1942 leistete Coppage seinen Wehrdienst bei der US Air Force und spielte dort Football bei den „Amarillo Air Force Base Sky Giants“. Nach seiner Dienstzeit in der Armee kehrte Coppage in den Profisport zurück und schloss sich den Cleveland Browns an, die in der neu gegründeten AAFC spielten. Trainer der Mannschaft war Paul Brown, der die Mannschaft 1946 in das AAFC Endspiel führen konnte. Die Browns konnten das Spiel gegen die New York Yankees mit 14:9 gewinnen. Nach einem weiteren Spieljahr bei den Buffalo Bills beendete Al Coppage seine Laufbahn. Er arbeitete danach zunächst in der Holzindustrie und war danach 20 Jahre lang der Vizedirektor der First State Bank of Gould. Al Coppage ist auf dem Fairmount Cemetery in Hollis beerdigt.